# アイ・サレンダー・ディア (曲)
『アイ・サレンダー・ディア』（原題：I Surrender Dear）は、ハリー・バリスが作曲し、ゴードン・クリフォードが歌詞を付けた曲で、1931年にガス・アーンハイムと彼のココナッツ・グローブ・オーケストラがビング・クロスビーと共演し、彼の最初のソロヒットとなった。 これは、1931年の秋に週600ドルで彼に署名したCBSの社長であるウィリアム・ペイリーの注目を集めた。 
1931年には、サム・ラニンとベン・セルヴィンによって、「ミッキー・アルパート」というペンネームで演奏された。 多くのアーティストにカバーされており、ジャズやポップのスタンダードとなっている。この曲を録音した最初のジャズボーカリストは、1931年のルイ・アームストロング。
この曲は、1944年12月下旬のバルジの戦いでバストーニュの町を制圧しようとしたアメリカ軍の苦難を描いた1949年の戦争映画『バトルグラウンド』で参照され、ドイツのラジオは、彼らの士気をくじくために定着したアメリカ軍に歌を放送しているのが聞こえる。この心理戦は、（古い栗に）ハミングするGIに反対の影響を与えることが示されているが、本物のアメリカのラジオを聞くことを好んだ。
同曲と同じタイトルを保有する2つの動画を触発しており、1931ビング・クロスビーミュージカル短いIの降伏親愛なるによってマック・セネットにより、作成方法され、および1948年の長編映画クロスビーも出演し、歌手の主演は、グロリア・ジャンであった。この曲のインストルメンタル1930年代風のジャズカバーは、サウンドトラックの一部として1996年の映画カンザスシティに録音された。

## 主な収録アーティスト
- ナット・キング・コール
- ルイ・アームストロング
- ビング・クロスビー
- セロニアス・モンク
- アレサ・フランクリン
- レナ・ホーン
- レイ・チャールズ
- ジュリー・ロンドン
- カウント・ベイシー
- エロル・ガーナー
- 鈴木章治[7][8]